# Arthur Aaron (cầu thủ bóng đá)
Arthur Frederick Aaron (sinh năm 1885) là một cầu thủ bóng đá từng thi đấu ở Football League cho Stockport County. Ông là cầu thủ đầu tiên xếp theo thứ tự bảng chữ cái trong lịch sử Football League.